# Ron Tutt
Ronald Ellis Tutt (ur. 12 marca 1938 w Dallas, zm. 16 października 2021 w Franklin) – amerykański perkusista.
W latach 1969-1977 członek zespołu TCB Elvisa Presleya.